# Eve Gordon
Pour les articles homonymes, voir Gordon.
Eve Gordon, de son vrai nom Eve Bennett-Gordon, est une actrice américaine née le 25 juin 1960. Elle est surtout connue pour avoir interprété le rôle de Monica Klain, la femme de Ron Klain (interprété par Kevin Spacey) dans le téléfilm Recount de la HBO, qui reçut un Emmy award. Elle a aussi interprété Marilyn Monroe dans la mini-série Une femme nommée Jackie (A Woman Named Jackie), elle aussi récompensée par un Emmy. Parmi ses autres rôles marquants, on peut citer la mère du personnage-titre dans la série télévisée Felicity, ainsi que l'assistante parlementaire Jordan Miller dans la sitcom éphémère The Powers That Be, produite par Norman Lear.

## Biographie
Eve Gordon est née à Pittsburgh, en Pennsylvanie. Elle est la fille de Mary (née McDougall), une historienne, de Richard Bennett Gordon, un juriste et professeur d'histoire. Après de brillantes études d'histoire à la Brown University, elle a reçu son MFA en interprétation à la Yale School of Drama. Elle a commencé sa carrière d'actrice en 1982, avec le rôle de Marge Tallworth dans le film Le Monde selon Garp (The World According to Garp). Elle est ensuite apparue dans des films et des programmes de télévision tels que Urgences (ER), The Partridge Family Story, Avalon et Chérie, nous avons été rétrécis (Honey, We Shrunk Ourselves), et a eu un rôle de premier plan dans la première série originale de David Chase, Almost Grown, ainsi que dans The Good Life (en) avec Drew Carey. Au théâtre, elle a joué à Broadway, Paris, Madrid, Chicago, Los Angeles, ainsi que de nombreuses autres villes, travaillant avec Peter Sellers, Richard Foreman et Daniel Sullivan dans des pièces classiques, des comédies musicales et des comédies.
Eve Gordon est mariée à Todd Waring, et a deux filles, Tess (née en 1993) et Grace (née en 1996).

## Filmographie

### Télévision
- 1981 - Ryan's Hope - Mindy Peters
- 1986 - George Washington II: The Forging of a Nation - Betsy Hamilton
- 1987 - Cosby Show (The Cosby Show) - Glenda
- 1988 - Almost Grown - Suzie Long Foley
- 1990 - Murphy Brown - Alexandra
- 1991 - Une femme nommée Jackie (A Woman Named Jackie) - Marilyn Monroe
- 1992 - 1993 - The Powers That Be - Jordan Miller
- 1994 - The Good Life (en) - Maureen Bowman
- 1998 - La Vie à cinq (Party of Five) - Jeanie Hanson
- 1998 - Something So Right - Lorraine Hadley
- 1998 - The Practice : Donnell et Associés (The Practice) - Janet Walsh
- 1999 - La croisière s'amuse, nouvelle vague (The Love Boat: The Next Wave) - Ann Jenkin-Patrick
- 2001 - Les Anges du bonheur (Touched By an Angel) - Erica Baker
- 2002 - Felicity - Barbara Hunter
- 2002 - Monk - (série télévisée) - Saison 1, épisode 6 (Monk est en observation (Mr. Monk Goes to the Asylum) ) : Jane
- 2002 - Cher oncle Bill (Family Affair) - Jenny
- 2002 - Amy (Judging Amy) - Mme Powell
- 2004 - Division d'élite - Ruth Ringston
- 2004 - Veronica Mars - Emily Williams
- 2005 - FBI : Portés disparus (Without A Trace) - Marian Peterson
- 2007 - Dr House (House M.D.) - Jody (épisode 1)
- 2007 - Cold Case : Affaires classées - Melinda Levy '07
- 2008 - Grey's Anatomy - La mère de Hunter
- 2008 - Recount (TV) - Monica Klain
- 2008 - Monk - (série télévisée) - Madge
- 2008 - Mon oncle Charlie (Two and a Half Men) - Brenda (épisode 1)
- 2009 - Urgences (ER) - Mme Nugent
- 2009 - Versailles - Summer Tickler-Hoogerhyde
- 2011 - American Horror Story - Dr. Hall
- 2013 - Scandal - Janet

### Cinéma
- 1982 - Le Monde selon Garp (The World According to Garp) de George Roy Hill - Marge Tallworth
- 1990 - Avalon de Barry Levinson - Dottie Kirk
- 1991 - Paradise - dir. Agnes Donahoe - Rosemary Young
- 1991 - The Whereabouts of Jenny - Theresa
- 1991 - The Boys - avec James Woods - Amanda
- 1991 - Confusion tragique (Switched at Birth) - Darlena
- 1992 - En quête de liberté (Leaving Normal) d'Edward Zwick - Emily Singer
- 1992 - The Secret Passion of Robert Clayton - Katherine
- 1995 - Dad, The Angel & Me - Maggie
- 1995 - The Heidi Chronicles - Lisa
- 1995 - Never Say Never: The Deidre Hall Story - Robin
- 1997 - A Thousand Men and a Baby - avec Richard Thomas - Jen Keenan
- 1997 - Chérie, nous avons été rétrécis (Honey, We Shrunk Ourselves) - dir. Dean Cundey - Diane Szalinski
- 1998 - Sacré père Noël (I'll Be Home for Christmas) - dir. Arlene Sanford - Carolyn
- 1999 - Come On, Get Happy: The Partridge Family Story - Shirley Jones/Partridge
- 2005 - Thanks to Gravity - Mariella
- 2005 - Miss FBI : Divinement armée (Miss Congeniality 2: Armed & Fabulous) - Armed House Wife
- 2006 - The Mikes - Gwen Stanly
- 2006 - The Grudge 2 - Principal Dale
- 2006 - Monkey Man - Jasmine
- 2007 - Public Interest - Karen Montgomery
- 2008 - Ergotism - Sharon
- 2009 - Happy Tears de Mitchell Lichtenstein - Karen
- 2009 - The Party Guest de Michael Apted - L'hôtesse
- 2017 - Heartland de Maura Anderson - Sherri